# Meridiano 10 W
O meridiano 10 W é um meridiano que, partindo do Polo Norte, atravessa o Oceano Ártico, Oceano Atlântico, Irlanda, África, Oceano Antártico, Antártida e chega ao Polo Sul. Entre 1939 e 1945, serviu como limite ocidental à Alemanha Nazi para o seu território reivindicado na Antártida, a Nova Suábia. Forma um círculo máximo com o meridiano 170 E.
Começando no Polo Norte, tem os seguintes cruzamentos:
| País, território ou mar                   | Notas                                                    |
| ----------------------------------------- | -------------------------------------------------------- |
| Oceano Ártico                             |                                                          |
| Oceano Atlântico                          |                                                          |
| Irlanda                                   | Península de Mullet, ilha Achill, ilha Clare e Connemara |
| Oceano Atlântico                          |                                                          |
| Irlanda                                   | Penínsulas de Dingle, Iveragh e Beara                    |
| Oceano Atlântico                          |                                                          |
| Marrocos                                  |                                                          |
| Saara Ocidental                           | Território reclamado e controlado por Marrocos           |
| Mauritânia                                |                                                          |
| Mali                                      |                                                          |
| Guiné                                     |                                                          |
| Libéria                                   |                                                          |
| Oceano Atlântico                          |                                                          |
| Santa Helena, Ascensão e Tristão da Cunha | Ilha de Gonçalo Álvares                                  |
| Oceano Atlântico                          |                                                          |
| Oceano Antártico                          |                                                          |
| Antártida                                 | Terra da Rainha Maud, reclamada pela Noruega             |